# Kamil El-Ahmadieh
Kamil El-Ahmadieh (* 19. ledna 1994, Třebíč) je český klavírista.

## Biografie
Kamil El-Ahmadieh se narodil v roce 1994 v Třebíči, jeho otec Nabil Ahmadie je lékař původem z Libanonu, matkou je Věra. Na klavír začal hrát v pěti letech. Vzdělával se na základní umělecké škole v Třebíči pod vedením Renaty Kucharské, následně nastoupil na Gymnázium Třebíč a posléze pokračoval na Konzervatoř Brno. V roce 2016 nastoupil na Janáčkovu akademii múzických umění v Brně, kde se věnoval studiu hry na klavír. V roce 2013 soutěžil v Mnichově na mezinárodní klavírní soutěži, v témže roce se účastnil projektu Beethoven na cestách.
V roce 2016 získal dřevěnou medaili kraje Vysočina. V roce 2019 na platformě Hithit úspěšně vybral v kampani částku určenou na vydání hudebního alba.

## Ocenění
- Pro Bohemia, Ostrava, 2011
- druhá cena, Schubertova soutěž, 2013
- zvláštní cena, Schubertova soutěž, 2013
- druhá cena, Dittersova soutěž, 2014
- první cena, Čtyři ruce na klávesách, 2014
- dřevěná medaile Kraje Vysočina, 2016[2]